# Liste de chansons censurées par la BBC
Cette liste de chansons censurées par la BBC est une liste de chansons interdites d'antenne par la British Broadcasting Corporation.

## Liste

### A
- A Day in the Life – The Beatles (1967)[1],[2]
- A-Huggin' and A-Chalkin' – Johnny Mercer (1946)[3]
- A Little Peace – Nicole (1982) (interdite durant la guerre du Golfe)[4]
- A Russian Love Song – The Goons (1957)[5],[6]
- A View to a Kill – Duran Duran (1985) (interdite durant la guerre du Golfe)[4]
- Act of War – Millie Jackson avec Elton John (1985) (interdite durant la guerre du Golfe)[4]
- All the Young Dudes – Mott the Hoople (1972)[7]
- Anarchy in the U.K. – Sex Pistols (1976)[8]
- Answer Me – Frankie Laine (1953)[9]
- Armed and Extremely Dangerous – First Choice (1973) (interdite durant la guerre du Golfe)[4]
- Army Dreamers – Kate Bush (1980) (interdite durant la guerre du Golfe)[4]
- At Home He's a Tourist – Gang of Four (1979)[8]
- Atomic – Blondie (1979) (interdite durant la guerre du Golfe)[4],[8]

Début de page

### B
- Baby, Let Me Follow You Down – Bob Dylan (1962)[5],[10]
- Back in the U.S.S.R. – The Beatles (1968) (interdite durant la guerre du Golfe)[4]
- Ball of Confusion (That's What the World Is Today) – The Temptations (1970) (interdite durant la guerre du Golfe)[4]
- Bang Bang – B. A. Robertson (1979) (interdite durant la guerre du Golfe)[4],[8]
- Bang Bang (My Baby Shot Me Down) – Cher (1966) (interdite durant la guerre du Golfe)[4],[8],[10]
- The Battle of New Orleans – Johnny Horton (1959)[3]
- Baubles, Bangles and Beads – Kirby Stone Four (1958)[9],[10]
- Be Prepared – Tom Lehrer (1953)[3]
- Bewitched, Bothered and Bewildered – Ella Fitzgerald (1958)[5]
- Big Eight – Judge Dread (1973)[11],[12]
- Big Seven – Judge Dread (1972)[11],[12]
- Big Six – Judge Dread (1972)[11],[12]
- Big Ten – Judge Dread (1975)[11]
- Billy Don't Be a Hero – Paper Lace (1974) (interdite durant la guerre du Golfe)[4]
- Bloodsport for All – Carter the Unstoppable Sex Machine (1991)[13]
- The Blue Danube – Spike Jones and His City Slickers (1945)[14]
- Boom Bang-a-Bang – Lulu (1969) (interdite durant la guerre du Golfe)[4],[8],[9],[10],[13]
- Brand New Cadillac – Vince Taylor (1959)[15]
- Brothers in Arms – Dire Straits (1985) (interdite durant la guerre du Golfe)[4]
- Buffalo Soldier – Bob Marley and the Wailers (1983)[4]
- Burn My Candle – Shirley Bassey (1956)[5],[8],[16]
- Burning Bridges (On and Off and On Again) – Status Quo (1988) (interdite durant la guerre du Golfe)[4]
- Boris Johnson Is a Fucking Cunt – The Kunts (2020)[17]
- Boris Johnson Is Still a Fucking Cunt – The Kunts (2021) [18]

Début de page

### C
- (Celebrate) The Day After You – The Blow Monkeys et Curtis Mayfield (1987)[19],[20]
- Charlie Brown – The Coasters (1959)[3],[10]
- Come Together – The Beatles (1969)[5]
- The Cover of Rolling Stone – Dr. Hook and the Medicine Show (1972)[7],[21]
- Cradle Song (Brahms' Lullaby) – Frank Sinatra (1944)[22]

Début de page

### D
- Deck of Cards – T. Texas Tyler (1946)[3]
- Deep in the Heart of Texas – Bing Crosby (1942)[3],[16],[23]
- Diggin' My Potatoes – Lonnie Donegan (1954)[1]
- Don't Let's Be Beastly to the Germans – Noël Coward (1943)[1],[5]

Début de page

### E
- Ebeneezer Goode – The Shamen (1992)[24]
- Ebony Eyes – The Everly Brothers (1961)[5],[25]
- The End of the World – Skeeter Davis (1962) (interdite durant la guerre du Golfe)[4]
- Eve of Destruction – Barry McGuire (1965)[10]
- Everybody Wants to Rule the World – Tears for Fears (1985) (interdite durant la guerre du Golfe)[4],[8]

Début de page

### F
- Fairytale of New York – The Pogues avec Kirsty MacColl (1987)[5],[13]
- Fields of Fire – Big Country (1983) (interdite durant la guerre du Golfe)[4]
- Fire – The Crazy World of Arthur Brown (1968) (interdite durant la guerre du Golfe)[4]
- Flash – Queen (1980) (interdite durant la guerre du Golfe)[4]
- Fools Rush In – Rick Nelson (1963) (interdite durant la guerre du Golfe)[4]
- Forget Me Not – Martha and the Vandellas (1968) (interdite durant la guerre du Golfe)[4]
- Freddie's Dead – Curtis Mayfield (1972)[19]
- French Kiss – Lil' Louis (1989)[8]
- Fucking in Heaven – Fatboy Slim (1998)[26]

Début de page

### G
- Ghost Town – The Specials (1981) (interdite durant la guerre du Golfe)[4]
- Gimme a Pigfoot (And a Bottle of Beer) – Bessie Smith (1933)[5]
- Gimme Hope Jo'anna – Eddy Grant (1988) (interdite durant la guerre du Golfe)[4]
- Give Ireland Back to the Irish – Wings (1972)[1],[27],[28]
- Give Peace a Chance – John Lennon (1969) (interdite durant la guerre du Golfe)[4]
- Glad to Be Gay – Tom Robinson Band (1978)[5],[8]
- Gloomy Sunday – Billie Holiday (1941)[3],[9],[22],[29]
- God Bless the Child – Billie Holiday (1942)[3],[5]
- God Save the Queen – Sex Pistols (1977)[1],[5],[7],[8],[9],[10],[26],[30]
- Green Jeans – Fabulous Flee-Rekkers (1960)[10]
- Greensleeves – The Beverley Sisters (1956)[16]
- Guess Things Happen That Way – Johnny Cash (1958)[5]

Début de page

### H
- Hard Headed Woman – Elvis Presley (1958)[5]
- Have a Whiff on Me – Mungo Jerry (1971)[31]
- Heaven Help Us All – Stevie Wonder (1970) (interdite durant la guerre du Golfe)[4]
- The Heel – Eartha Kitt (1955)[5]
- Hi, Hi, Hi – Wings (1972)[28]
- High Class Baby – Cliff Richard and the Drifters (1958)[5]
- Hold My Hand – Don Cornell (1954)[9],[10]
- Homosapien – Pete Shelley (1981)[32]
- House of the Rising Sun – Josh White (1941)[3]
- (How Little It Matters) How Little We Know – Frank Sinatra (1956)[5]
- Hunting High and Low – a-ha (1985) (interdite durant la guerre du Golfe)[4]

Début de page

### I
- I Am the Walrus – The Beatles (1967)[26]
- I Can't Control Myself – The Troggs (1966)[33]
- I Don't Like Mondays – The Boomtown Rats (1979) (interdite durant la guerre du Golfe)[4]
- I Don't Want to Be a Hero – Johnny Hates Jazz (1987) (interdite durant la guerre du Golfe)[4]
- (I Just) Died in Your Arms – Cutting Crew (1986) (interdite durant la guerre du Golfe)[4]
- I Love a Man in a Uniform – Gang of Four (1982)[8]
- I Shot the Sheriff – Eric Clapton (1974) (interdite durant la guerre du Golfe)[4]
- I Want to Be Evil – Eartha Kitt (1953)[6]
- I Want Your Sex – George Michael (1987)[5],[8]
- I Will Survive – Arrival (1970) (interdite durant la guerre du Golfe)[4]
- I'll Be Home for Christmas – Bing Crosby (1943)[7],[10]
- I'll Fly for You – Spandau Ballet (1984) (interdite durant la guerre du Golfe)[4],[8]
- I'm Always Chasing Rainbows – Perry Como (1949)[9],[10],[22],[23]
- I'm Gonna Get Me a Gun – Cat Stevens (1967) (interdite durant la guerre du Golfe)[4]
- I'm on Fire – Bruce Springsteen (1984) (interdite durant la guerre du Golfe)[4]
- Imagine – John Lennon (1971) (interdite durant la guerre du Golfe)[4],[9]
- In the Air Tonight – Phil Collins (1981) (interdite durant la guerre du Golfe)[4],[13],[26]
- In the Army Now – Status Quo (1986) (interdite durant la guerre du Golfe)[4]
- In the Hall of the Mountain King – Nero and the Gladiators (1961)[15]
- Invisible Sun – The Police (1981)[5],[27]
- Israelites – Desmond Dekker (1968) (interdite durant la guerre du Golfe)[4]
- It Wasn't God Who Made Honky Tonk Angels – Kitty Wells (1952)[3]
- It Would Be So Nice – Pink Floyd (1968)[5]

Début de page

### J
- Jack the Ripper – Screaming Lord Sutch (1963)[8]
- Jackie – Scott Walker (1967)[5],[8],[13],[34]
- Je t'aime… moi non plus – Jane Birkin et Serge Gainsbourg (1969)[1],[8],[10],[26],[35]
- Je t'aime… moi non plus – Judge Dread (1975)[12]
- John and Marsha – Stan Freberg (1950)[23]
- Johnny Remember Me – John Leyton (1961)[8]
- Jungle Fever – The Chakachas (1972)[36]

Début de page

### K
- Killer Queen – Queen (1974) (interdite durant la guerre du Golfe)[4]
- Killing an Arab – The Cure (1979) (interdite durant la guerre du Golfe)[13],[26]
- Killing Me Softly with His Song – Roberta Flack (1973) (interdite durant la guerre du Golfe)[4]
- Kodachrome – Paul Simon (1973)[5],[7]

Début de page

### L
- Leader of the Pack – The Shangri-Las (1964)[5],[7],[25]
- Let the People Go – McGuinness Flint (1972)[27]
- Let's Spend the Night Together – The Rolling Stones (1967)[26]
- Light My Fire – José Feliciano (1968) (interdite durant la guerre du Golfe)[4],[26]
- Living on the Front Line – Eddy Grant (1979) (interdite durant la guerre du Golfe)[4]
- Lola – The Kinks (1970)[1],[5],[7],[8],[26]
- Love Is a Battlefield – Pat Benatar (1983) (interdite durant la guerre du Golfe)[4]
- Love for Sale – Cole Porter (1930)[10]
- Love for Sale – Ella Fitzgerald (1956)[16]
- Love to Love You Baby – Donna Summer (1975)[5],[10],[13]
- Lovin' Machine – Wynonie Harris (1951)[6]
- Lucy in the Sky with Diamonds – The Beatles (1967)[1],[13]

Début de page

### M
- Mack the Knife – Louis Armstrong (1956)[3],[7]
- Mack the Knife – Bobby Darin (1959)[10]
- Made You – Adam Faith (1960)[37]
- Maybellene – Chuck Berry (1955)[5]
- Midnight at the Oasis – Maria Muldaur (1973) (interdite durant la guerre du Golfe)[4],[8]
- Molly – Judge Dread (1973)[12]
- My Christmas Prayer – Billy Fury (1959)[9]
- My Friend Jack – The Smoke (1967)[9]

Début de page

### N
- Night of the Vampire – The Moontrekkers (1961)[1],[38]
- The Night They Drove Old Dixie Down – Joan Baez (1971) (interdite durant la guerre du Golfe)[4]

Début de page

### O
- The Old Dope Peddler – Tom Lehrer (1953)[16]
- Old Man Atom – The Sons of the Pioneers (1950)[3],[6]
- Oliver's Army – Elvis Costello (1979) (interdite durant la guerre du Golfe)[4]
- One Has My Name (The Other Has My Heart) – Jimmy Wakely (1948)[3]
- Orgasm Addict – Buzzcocks (1977)[39]

Début de page

### P
- Paper Doll – The Mills Brothers (1943)[3],[10]
- Peaceful Street – Ernest Butcher (1936)[6]
- Peaches – The Stranglers (1977)[40],[41]

Début de page

### R
- The Reefer Song (If You're a Viper) – Fats Waller (1943)[5],[6]
- Relax – Frankie Goes to Hollywood (1983)[1],[5],[9],[10],[26],[27],[42],[43],[44]
- Rock You Sinners – Art Baxter and His Rock 'n' Roll Sinners (1957)[14]
- Rubber Bullets – 10cc (1973) (interdite durant la guerre du Golfe)[4]
- Ruby, Don't Take Your Love to Town – Kenny Rogers and the First Edition (1969) (interdite durant la guerre du Golfe)[4]
- Rum and Coca-Cola – The Andrews Sisters (1945)[3],[14]

Début de page

### S
- Sad Affair – Marxman (1993)[27]
- Sailing – Rod Stewart (1972) (interdite durant la guerre du Golfe)[4],[10],[13]
- Saturday Night's Alright for Fighting – Elton John (1973) (interdite durant la guerre du Golfe)[4]
- Saturday Nite at the Duckpond – The Cougars (1963)[10]
- Send Me to the 'Lectric Chair – George Melly (1953)[5]
- The Shag (Is Totally Cool) – Billy Graves (1958)[6]
- Silent Running (On Dangerous Ground) – Mike + The Mechanics (1985) (interdite durant la guerre du Golfe)[4]
- Six Months in a Leaky Boat – Split Enz (1982) (interdite durant la guerre des Malouines)[13],[26]
- Sixty Minute Man – The Dominoes (1951)[3]
- Sixty Eight Guns – The Alarm (1983) (interdite durant la guerre du Golfe)[4]
- Smack My Bitch Up – The Prodigy (1997)[13],[14]
- So What? – Anti-Nowhere League (1981)[1]
- Soldier of Love – Donny Osmond (1988) (interdite durant la guerre du Golfe)[4]
- Somebody Up There Likes Me – Perry Como (1956)[6]
- Spasticus Autisticus – Ian Dury (1981)[8]
- Star Star – The Rolling Stones (1973)[26]
- State of Independence – Donna Summer (1982) (interdite durant la guerre du Golfe)[4]
- Statue of Liberty – XTC (1978)[45]
- Stop the Cavalry – Jona Lewie (1980) (interdite durant la guerre du Golfe)[4]
- Stranger in Paradise – The Four Aces (1953)[9]
- Such a Night – Johnnie Ray (1954)[9]
- Suicide Is Painless – M*A*S*H (1970) (interdite durant la guerre du Golfe)[4]
- Summer Smash – Denim (1997)[9]

Début de page

### T
- Teen Angel – Mark Dinning (1959)[8],[25]
- Tell Laura I Love Her – Ray Peterson (1960)[25]
- Tell Laura I Love Her – Ricky Valance (1960)[8],[13]
- Terry – Twinkle (1964)[8],[25]
- 'Til the Following Night – Screaming Lord Sutch and the Savages (1961)[38]
- Too Drunk to Fuck – Dead Kennedys (1981)[13]
- Tribute to Buddy Holly – Mike Berry and The Outlaws (1961)[1]
- Turn It Down – The Sweet (1974)[46]
- Two Tribes – Frankie Goes to Hollywood (1984) (interdite durant la guerre du Golfe)[4]

Début de page

### U
- Under Attack – ABBA (1982) (interdite durant la guerre du Golfe)[4]

Début de page

### W
- Walk Like an Egyptian – The Bangles (1986) (interdite durant la guerre du Golfe)[4],[10],[13]
- War – Edwin Starr (1970) (interdite durant la guerre du Golfe)[4]
- War Baby – Tom Robinson (1983) (interdite durant la guerre du Golfe)[4]
- Warpaint – The Brook Brothers (1961) (interdite durant la guerre du Golfe)[4]
- Waterloo – ABBA (1974) (interdite durant la guerre du Golfe)[4]
- We Call It Acieeed – D-Mob (1988)[1],[9],[13]
- We Can't Let You Broadcast That – Norman Long (1932)[9]
- (We Don't Need This) Fascist Groove Thang – Heaven 17 (1981)[8],[13]
- We Gotta Get out of This Place – The Animals (1965) (interdite durant la guerre du Golfe)[4]
- We Have to Be So Careful – The Beverley Sisters (1953)[9]
- Wet Dream – Max Romeo (1969)[12]
- When I'm Cleaning Windows – George Formby (1936)[3],[5]
- When I'm Dead and Gone – McGuinness Flint (1970) (interdite durant la guerre du Golfe)[4]
- When the Going Gets Tough, the Tough Get Going – Billy Ocean (1985) (interdite durant la guerre du Golfe)[4]
- With My Little Stick of Blackpool Rock – George Formby (1937)[7],[47]
- With My Little Ukulele in My Hand – George Formby (1933)[7]

Début de page